# Церковь Рождества Богородицы (Колычовка)
Церковь Рождества Богородицы — православный храм, объект культурного наследия в селе Колычовка Черниговской области.

## Охранный статус
Не стоит на государственном учёте.

## Описание
Церковь Рождества Богородицы в Колычовке — малоизвестный пример деревянной монументальной архитектуры на Черниговщине конца XVIII века. Построена в 1788 году, перестроена в 1885 году.
Деревянная, одноглавая, пятидольная (5-срубная — 5 объёмов), крестовая в плане церковь, удлинённая по оси запад—восток. С запада примыкает двухъярусная колокольня — четверик на четверике, увенчанный шатром с глухим фонариком и шпилем. С востока примыкает гранёная апсида. Храм увенчан одноуступной (однозаломной) главой на восьмигранном световой барабане (восьмерике), который опирается на четверик перекрытый куполом. Главный вход через колокольню акцентирован колонным портиком, увенчанным треугольным фронтоном.
Сохранился трёхъярусный иконостас, некоторые иконы которого датируются XVIII веком. В середине колокольни сохранились надписи, а на втором её ярусе — резной силуэт 5-ярусной шатровой колокольни.